# 삼일공업고등학교
삼일공업고등학교(三一工業高等學校)는 대한민국 경기도 수원시 팔달구 매향동에 있는 사립 고등학교이다.

## 학교 연혁
- 1902년 5월 7일 : 교회유지 이하영, 임면수, 나중석 제씨가 수원 보시동 북감리 교회에서 개교(학교명 삼일 학당, 초대 교장 이하영, 남 11명, 여 3명)
- 1906년 2월 : 보시동 교회를 현 수원 종로 교회(매향동)로 신축 이전(삼일 남학교 이전)
- 1906년 6월 : 나중석 토지 900평 기부(현 삼일중학교 운동장)
- 1906년 9월 1일 : 심상과(1년 과정 : 성서, 국어, 영어, 산술, 역사, 한문, 지지, 체조)와 고등과(3년 과정 : 성서, 국어, 작문, 문리, 산술, 생리, 광물, 본국역사, 본국지지, 만국역사, 만국지지, 도화, 수신, 체조) 설치(수학 연한 총 4년)
- 1909년 4월 23일 : 삼일학교 설립인가(대한제국 학부대신)
- 1909년 7월 14일 : 고등과 제1회 졸업생 배출(20명)
- 1911년 1월 22일 : 심상과를 4년제 보통과(보통학교)로 격하 학칙 변경 인가
- 1914년 3월 21일 : 보통과 제1회 졸업생 배출
- 1915년 4월 13일 : 사립 삼일학교 명칭 인가
- 1923년 11월 2일 : 아담스 기념관 준공
- 1923년 11월 22일 : 삼일학교를 아담스 기념관(현 경기도 기념물 175호)으로 이전
- 1925년 9월 4일 : 수업 연한 6년으로 연장 변경 인가(일제의 1920년 11월 교육령 개정에 의해, 보통학교)
- 1934년 3월 25일 : 고등과 제1회 졸업생 배출(75명)
- 1940년 11월 9일 : 팔달 심상소학교로 학교명 개칭
- 1946년 12월 12일 : 수원 삼일 초급 중학교로 승격 인가(보통학교 부설 2년제 고등과를 3년제 중등 교육기관으로 승격 인가, 각 학년 3학급, “삼일” 학교명 복귀)
- 1948년 8월 20일 : 중학교 제1회 졸업생 배출
- 1950년 3월 30일 : 재단법인 삼일학원 신설(초대 최왕희 이사장 취임)
- 1950년 8월 24일 : 보통과 제37회 졸업생 배출(삼일 국민학교 폐교)
- 1951년 8월 31일 : 수원 삼일 중학교로 학교명 개칭(대한민국의 개정된 교육법에 의해)
- 1955년 3월 17일 : 삼일상업고등학교 설립 인가
- 1962년 4월 9일 : 수원 상업고등학교로 교명 개칭
- 1964년 1월 1일 : 장기홍 교장 취임(삼일공고 초대)
- 1966년 5월 4일 : 김광우 목사 학교법인 삼일학원 이사장 취임(재단법인에서 학교법인으로 변경)
- 1968년 11월 20일 : 삼일실업고등학교로 교명 개칭, 화공과 설립 인가(공업계)
- 1988년 1월 16일 : 삼일공업고등학교, 삼일상업고등학교 분리 인가
- 1991년 3월 2일 : 산업체특별학급 전기과 4학급 증설
- 2010년 7월 15일 : 경기도 교육청 지정 7개 학과 특성화고 선정 발명제약공업과, 발명에너지환경과, 발명기계과, 발명제어시스템과, 발명IT전자과, 발명미디어과, 발명디자인과
- 2016년 3월 1일 : 학과개편 및 변경(발명화학공업과->화학공업과, 발명환경공업과->환경과, 발명기계과 ->기계과, 발명전기과->전기과, 발명IT전자과->전자과, 발명미디어과->정보통신과
- 2017년 12월 15일 : 고교학점제 1기 연구학교 선정
- 2018년 7월 24일 : 레저스포츠과 1학급, 사물인터넷과 2학급 개편 승인
- 2025년 3월 1일 : 제22대 장성은 교장 취임

## 설치 학과
- 화학공업과
- 로봇설계과
- 소방전기과
- 전자과
- 환경과
- 사물인터넷과
- 3D융합콘텐츠과
- 경찰사무행정과
- 레저스포츠과
- 반도체계약학과

## 참고 자료
- 삼일공업고등학교 - 한국교육학술정보원 학교알리미